# Lutica
Genre
Lutica est un genre d'araignées aranéomorphes de la famille des Zodariidae.

## Distribution
Les espèces de ce genre sont endémiques de Californie aux États-Unis,.

## Liste des espèces
Selon World Spider Catalog (version 20.5, 22/08/2019) :
- Lutica abalonea Gertsch, 1961
- Lutica clementea Gertsch, 1961
- Lutica maculata Marx, 1891
- Lutica nicolasia Gertsch, 1961

## Publication originale
- Marx, 1891 : A contribution to the knowledge of North American spiders. Proceedings of the Entomological Society of Washington, vol. 2, p. 28-37 (texte intégral).